# Cantonul Sergines
Cantonul Sergines este un canton din arondismentul Sens, departamentul Yonne, regiunea Burgundia, Franța.

## Comune
- Compigny
- Courlon-sur-Yonne
- La Chapelle-sur-Oreuse
- Pailly
- Perceneige
- Plessis-Saint-Jean
- Serbonnes
- Sergines (reședință)
- Thorigny-sur-Oreuse
- Vinneuf